# Milizia del Tempio - Ordine dei poveri Cavalieri di Cristo

Croce Ottagona della Milizia del Tempio

La Milizia del Tempio - Ordine dei poveri Cavalieri di Cristo (Militia Templi - Christi pauperum militum ordo, in latino) è un'associazione di fedeli che, secondo la Regola approvata dall'Arcivescovo di Siena Mons. Gaetano Bonicelli il 18 novembre 1990, si definisce "ordine laicale di tradizione cattolica e di impostazione monastico-militare". A norma delle Costituzioni stesse dell'Ordine e della succitata Regola, tale approvazione canonica non dev'essere intesa nel senso del riconoscimento dei Poveri Cavalieri di Cristo, quale ordine equestre o cavalleresco; pertanto - sempre secondo le Costituzioni - i membri non possono legalmente fregiarsi del titolo di Cavaliere o Dama. 

## Definizione e finalità
La Milizia del Tempio, Ordine dei Poveri Cavalieri di Cristo, è stata fondata nel 1979 dal conte Marcello Alberto Cristofani della Magione  (Casole d'Elsa, 8 gennaio 1940 - Poggibonsi, 25 agosto 2024), che ne è divenuto primo gran maestro.
Pur ispirandosi "alla tradizione e agli ideali dell’antico Ordine adattati convenientemente ai nostri giorni" (Costituzioni, art. I, § I), e al Liber ad milites Templi de laude novae militiae di san Bernardo di Chiaravalle, l'associazione nega qualsiasi legame giuridico o diritti di discendenza o filiazione, diretta o indiretta, dall’antico Ordine dei Templari soppresso nel 1312, né rivendica alcun tipo di continuità con esso. 
Lo stesso CESNUR – Centro Studi sulle Nuove Religioni – si è occupato della Milizia del Tempio per ribadire che essa "non è un ordine neo-templare" e ne ha parlato "soltanto per chiarezza, e per distinguerlo dal neo-templarismo". 
Si presenta come "l'unica istituzione templare con legittimo carattere canonico"; non vanta alcun legame giuridico o diritti di discendenza con l'ordine dei Cavalieri templari, soppresso il 3 aprile del 1312 da papa Clemente V con la bolla Vox in excelso e anzi nega che possa esservi stata una qualsiasi forma di sopravvivenza dell'antico ed estinto Ordine e quindi la continuità fra di esso e le attuali aggregazioni che ad esso si rifanno. 
Scopo precipuo della Milizia del Tempio "è quello di promuovere la vita cristiana dei suoi membri, mediante la formazione dottrinale e liturgica e le pratiche di pietà" (Costituzioni, art. II), attraverso l’esercizio delle virtù cristiane nella vita quotidiana, privata e pubblica; la testimonianza pubblica di Fede, lo studio del Catechismo della Chiesa Cattolica, dei documenti del Magistero pontificio, della Dottrina Sociale della Chiesa, così come la recita quotidiana del breviario, personale e comunitaria, la partecipazione frequente alla messa con la comunione sacramentale, la confessione almeno mensile, la direzione spirituale, gli esercizi e i ritiri spirituali.

## Posizione canonica
Gli interventi dell’Autorità ecclesiastica che testimoniano l'inserimento della Milizia del Tempio nella "piena comunione con la Chiesa Cattolica" (Costituzioni, art. II) e nell’azione pastorale di essa, sono i seguenti:
a)	decreto dell’8 settembre 1988 da parte dell’arcivescovo di Siena-Colle di Val d’Elsa-Montalcino, Mario Ismaele Castellano, con quale sono stati concessi l'approvazione ecclesiastica e la personalità giuridico-canonica (canoni 298, 299, 312, 321, 322 e 323 C.J.C.) come associazione privata di fedeli; 
b)	decreti del 16 giugno 1987 e del 13 settembre 1989 da parte della Penitenzieria Apostolica, in cui è stata concessa l’indulgenza plenaria a prefatae Consociationis [appellatae «Milizia del Tempio»] sodalibus, qui emiserint vel renovaverint, saltem privatim, promissionem fideliter servandi propria statuta: diebus inscriptionis in Consociationem, perpetuae Professionis, necnon eiusdem Professionis anniversariis; 
c)	decreto del 19 novembre 1990 dell’arcivescovo di Siena-Colle di Val d’Elsa-Montalcino, Gaetano Bonicelli col quale si approva la "Regola dei Poveri Cavalieri di Cristo";
d)	Decretum laudis dell’8 settembre 1999, emesso a nome della della Conferenza Episcopale Ungherese dal presidente di essa Istvàn Seregély, arcivescovo di Eger; 
e)	decreto del 24 giugno 2015 dell’arcivescovo di Siena-Colle di Val d’Elsa-Montalcino, Antonio Buoncristiani, con il quale sono state approvate le nuove Costituzioni; 
f)	decreto di erezione canonica nell’Arcidiocesi di Burgos, del 9 maggio 2022, da parte dell’Arcivescovo Metropolita Mario Iceta Gavicagogeascoa;
g)	decreto di erezione canonica nella Diocesi di Noto del 20 novembre 2024, da parte del Vescovo Salvatore Rumeo. 
Della Milizia del Tempio, in passato, hanno assunto l’ufficio di Cardinali Patroni, prima il cardinale Silvio Oddi e poi il cardinale Edouard Gagnon; e l’ufficio di Vescovi Protettori, prima Angelo Fausto Vallainc e poi il ricordato Mario Ismaele Castellano.
Ordinario diocesano per l'associazione è l'arcivescovo metropolita di Siena, attualmente il cardinale Augusto Paolo Lojudice.

## Organizzazione
In base alla regola, la Milizia del Tempio è costituita da tre categorie di membri, vincolati da voti privati secondo ciascuna categoria: "cavalieri professi", "cavalieri in obbedienza" e "dame". A questi si aggiungono i membri aggregati, "cappellani", "decorati" e "oblati" (detti anche "cavalieri o dame di devozione"), i quali non hanno legami diretti con la regola.
Come detto, secondo le Costituzioni e la prassi dell'Ordine, a tali titoli non dev'essere attribuito valore legale e non ne può essere chiesto il riconoscimento a stati sovrani, alla Santa Sede o alla Repubblica Italiana.
L'istituzione è retta da un "gran maestro", eletto ogni cinque anni da un capitolo di tredici "cavalieri di giustizia", detto "consulta magistrale".
L'organizzazione territoriale della Milizia del Tempio si articola in Precettorie (del Nord America, del Regno di Spagna e di Ungheria) e di Delegazioni (di Polonia, di Lingua Tedesca, del Regno Unito e d'Irlanda). 
La sede magistrale è situata presso il castello della Magione a Poggibonsi (SI).
L'emblema della Milizia del Tempio è la croce ottagona rossa, simbolo delle otto beatitudini evangeliche, mentre il vessillo è bianco con la croce ottagona rossa. Il gran maestro ha un suo stemma e un proprio vessillo.

## Gran Maestri
- Dom. Marcello Alberto Cristofani della Magione (26 maggio 1979 - 25 agosto 2024)

- Dom. Andrea Conti (22 marzo 2025 - tutt'oggi).